# جورج شوت
جورج شوت (بالإنجليزية: George Schott)‏ هو سياسي أمريكي، ولد في 13 يونيو 1836. حزبياً، نشط في الحزب الديمقراطي. وقد انتخب عضو جمعية ولاية ويسكونسن.